# Morey Feld

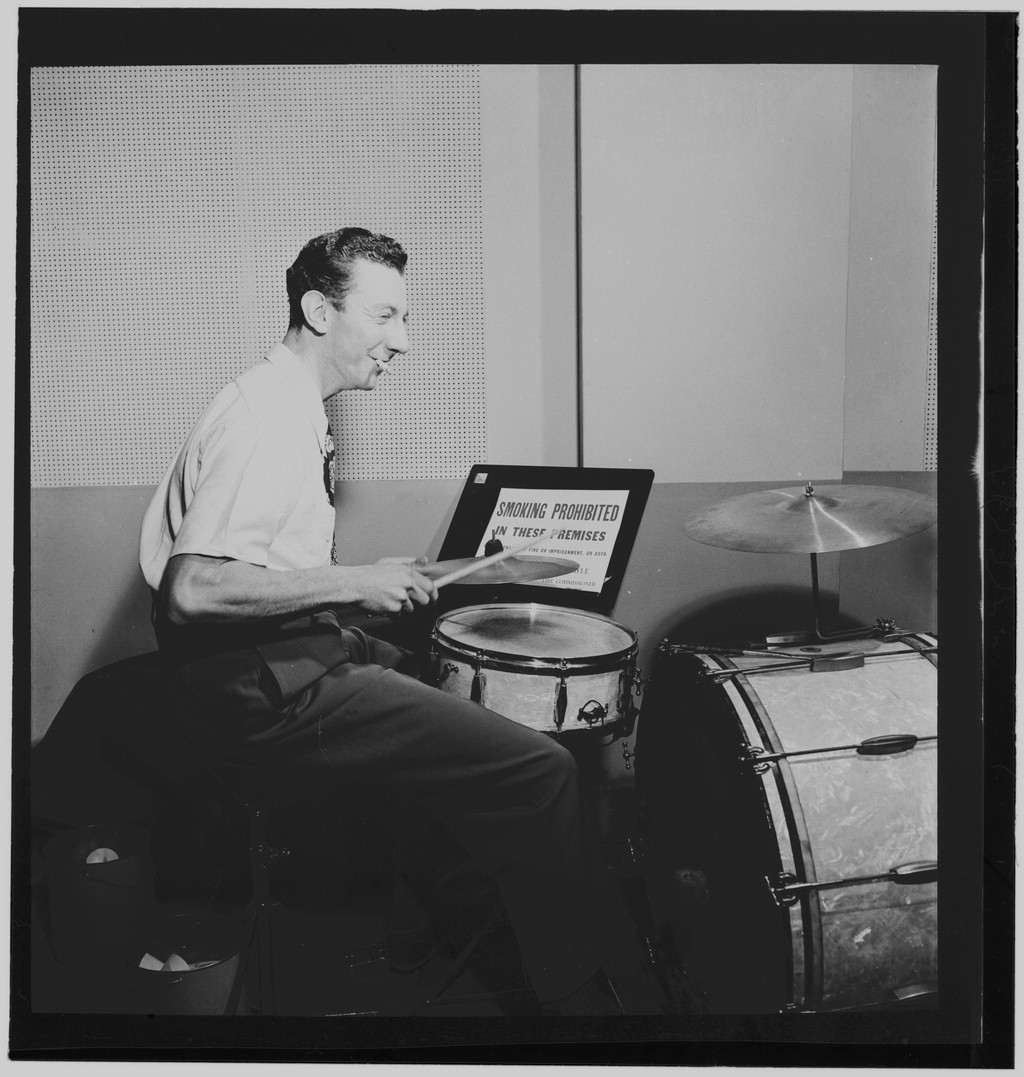
Morey Feld, ca. August 1947.
Fotografie von William P. Gottlieb.

Morey Feld (* 15. August 1915 in Cleveland (Ohio); † 28. März 1971 in Bow Mar, Colorado) war ein US-amerikanischer Schlagzeuger des Dixieland-Jazz und Swing.

## Leben und Wirken
Feld brachte sich ab 1933 das Schlagzeugspiel autodidaktisch bei und wurde 1936 Mitglied in der Band von Ben Pollack. Anschließend arbeitete er bei Joe Haymes, bei Bud Freeman und der Band Summa Cum Laudae (1940), Benny Goodman (1943 bis 1945), wo er auch in dem Musicalfilm Sweet and Low-Down von 1944 mitwirkte, um ab 1946 bei Eddie Condon zu spielen. Auch trat er mit Billy Butterfield, Peanuts Hucko und Bobby Hackett auf. Zwischen 1955 und 1960 war er im Management für die American Broadcasting Company tätig. In den 1960er Jahren kehrte er auf die Szene zurück, spielte wieder bei Condon, leitete eigene Bands und eröffnete eine Schlagzeugschule. 1968 zog er nach Kalifornien, bevor er in Denver wieder mit Hucko spielte; auch wurde er im gleichen Jahr der Gründungsschlagzeuger der World’s Greatest Jazz Band. Feld, der auch mit Buddy Clark (1939), Sarah Vaughn (1944), Slam Stewart (1945), Teddy Wilson (1945), Ella Fitzgerald, Red Norvo und Wild Bill Davison aufnahm, starb bei einem Wohnungsbrand.

## Diskographische Hinweise
- Jazz Goes Broadway (Kapp Records)

## Lexigraphische Einträge
- Carlo Bohländer, Karl Heinz Holler: Reclams Jazzführer (= Reclams Universalbibliothek. Nr. 10185/10196). Reclam, Stuttgart 1970, ISBN 3-15-010185-9.
- Ian Carr, Digby Fairweather, Brian Priestley: Rough Guide Jazz. Der ultimative Führer zur Jazzmusik. 1700 Künstler und Bands von den Anfängen bis heute. Metzler, Stuttgart/Weimar 1999, ISBN 3-476-01584-X.
- Leonard Feather, Ira Gitler: The Biographical Encyclopedia of Jazz. Oxford University Press, New York NY u. a. 2007, ISBN 978-0-19-532000-8.

| Personendaten    | Personendaten                                               |
| ---------------- | ----------------------------------------------------------- |
| NAME             | Feld, Morey                                                 |
| KURZBESCHREIBUNG | US-amerikanischer Schlagzeuger des Dixieland-Jazz und Swing |
| GEBURTSDATUM     | 15. August 1915                                             |
| GEBURTSORT       | Cleveland (Ohio)                                            |
| STERBEDATUM      | 28. März 1971                                               |
| STERBEORT        | Bow Mar, Colorado                                           |